# 433

433(사백삼십삼)은 432보다 크고 434보다 작은 자연수다.

## 수학
- 84번째 소수(素數)다. 앞의 소수는 쌍둥이 소수인 431, 다음 소수는 439다.
  - 베르누이 수의 분자 {\displaystyle B_{366}}을 나눌 수 있는 비정규 소수다.
- 피타고라스 삼조의 빗변의 길이이다. ({\displaystyle 145^{2}+408^{2}=433^{2}})[a]
- {\displaystyle 433=12^{2}+17^{2}}
  - 서로 다른 두 자연수의 제곱합으로 나타낼 수 있는 수다.
- {\displaystyle 79^{8}-1}은 433으로 나누어떨어진다.

## 과학
- NGC 433(영어판): 카시오페이아자리 방향에 있는 산개 성단.
- 433 에로스: S형 소행성.

## 교통

### 철도
- 수도권 전철 4호선 사당역의 역번호.

### 도로
- 일본 433번 국도(일본어판): 히로시마현 오타케시에서 미요시시까지 이어지는 일본의 국도.
- 현도 제433호선

## 군사
- U-433(영어판, 독일어판): 제2차 세계 대전에 사용된 나치 독일의 군용 잠수함.

## 문화유산
- 대한민국의 보물 제433호: 괴산 각연사 석조비로자나불좌상
- 대한민국의 사적 제433호: 공주 장선리 유적

## 스포츠
- 4-3-3: 축구의 포메이션의 하나.

## 방송
- KT HCN의 NBS 한국농업방송 채널 번호.

## 기타
- 연도: 433년, 기원전 433년
- 네시삼십삼분(433, 4:33): 모바일 게임 기업.